# Adobe Soundbooth
Adobe Soundbooth – program firmy Adobe służący do łączenia dźwięku z obrazem w filmie bądź animacjami. Przeznaczony dla projektantów efektów, montażystów video, a także dla niezaawansowanych użytkowników.
Aplikacja zawiera funkcje takie jak:
- dodawanie efektów brzmieniowych i filtrów,
- nagrywanie i obróbka ścieżki lektora,
- czyszczenie brudnych nagrań,
- szybki montaż audio,

Soundbooth współpracuje z innymi programami z rodziny Adobe – Adobe Premiere Pro, Adobe After Effects oraz Adobe Flash.